# Guindaste Marion 2

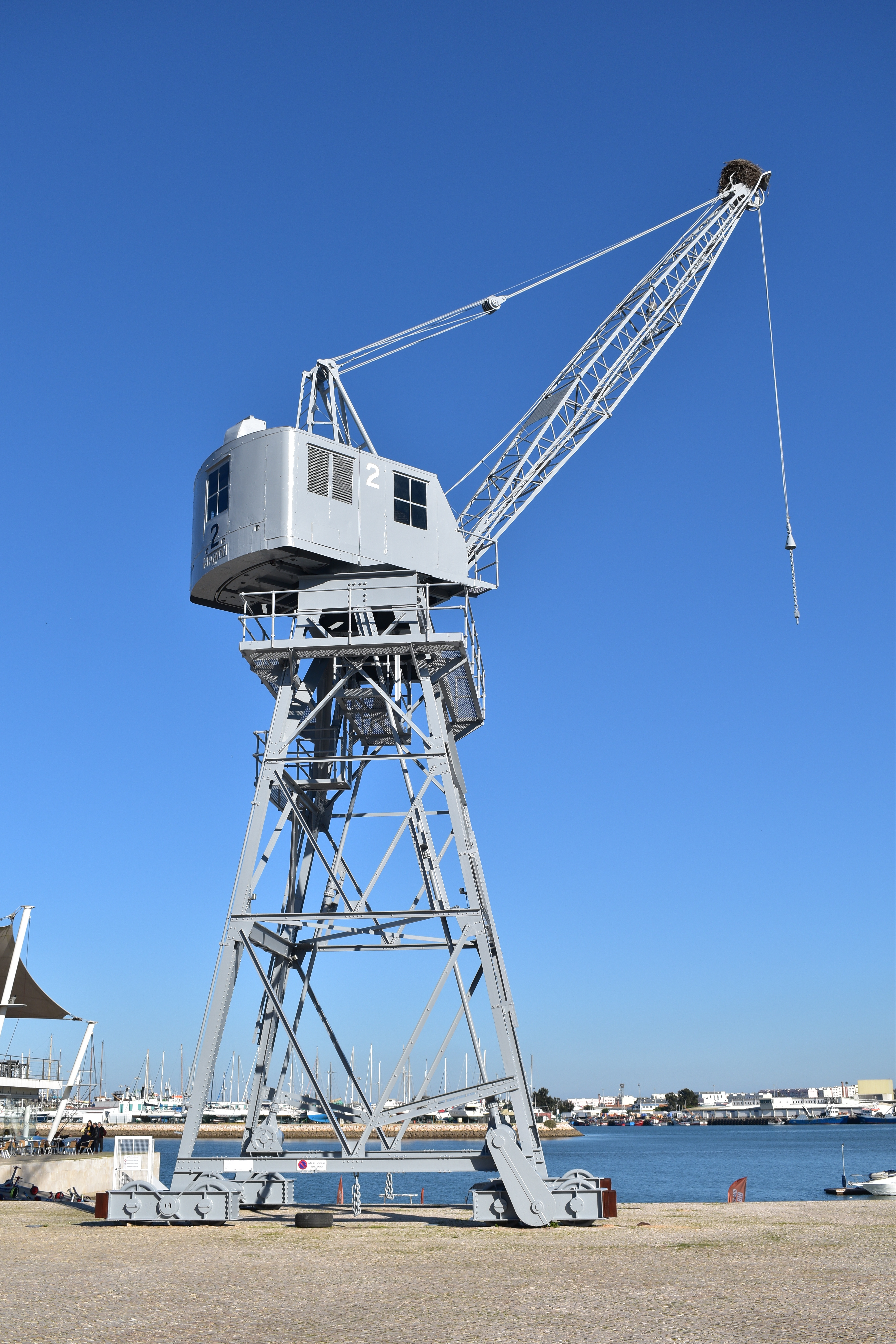
Fotografia do guindaste, em 2020.

O Guindaste Marion 2 é um monumento na cidade de Portimão, na região do Algarve, em Portugal.

## Descrição e história
Consiste num guindaste imobilizado, e situa-se na área ribeirinha de Portimão, junto ao Rio Arade. Situa-se em frente das instalações do Museu de Portimão, do qual faz parte.
Foi adquirido à firma americana Marion Steam Shovel Company em 1946, para substituir um antigo engenho a vapor. Começou a funcionar em 1947 ou 1948, tendo sido utilizado na movimentação de cargas no cais de Portimão, que então tinha um intenso tráfego comercial e industrial. Funcionava em conjunto com um segundo guindaste, conhecido como Marion 1, que foi posteriormente desmontado.
Foi depois alvo de obras de restauro, que foram concluídas em Janeiro de 2006.